# Richard Bethge
Die Richard Bethge GmbH ist ein Uhrenhersteller und Restaurator für Zifferblätter aus Ispringen im Enzkreis, bei Pforzheim.

## Geschichte
Gegründet wurde das Unternehmen 1939 von Richard Bethge. Innerhalb weniger Jahre entwickelte es sich zu einem der größeren deutschen Uhren- und Zifferblatthersteller. Diese Entwicklung war Richard Bethge zu verdanken, der neben zahlreichen Erfindungen im Bereich Fliegeruhren auch die Pforzheimer Uhrmacherschule gegründet hat.
Während des Zweiten Weltkrieges optimierte Richard Bethge im Auftrag der deutschen Wehrmacht die Breguet-Spirale sowie die Kompensationsunruhe für die Fliegeruhren der Wehrmacht. Ziel war die Ganggenauigkeit der Uhren deutlich zu erhöhen und externe Einflüsse zu unterbinden. Durch die schnelle technische Entwicklung der Flugzeuge während des Zweiten Weltkrieges wurden immer höhere Geschwindigkeiten und extremere Flugmanöver möglich, die die Ganggenauigkeit der Fliegeruhren stark beeinflussen konnten. Für seine Entwicklungen erhielt Richard Bethge mehrere Auszeichnungen und Anerkennungen. Seine Leistungen für die Optimierung der Ganggenauigkeit von Fliegeruhren wurden allerdings erst nach Kriegsende bekannt, da sie der Geheimhaltung unterlagen.
Mit dem Eintritt der fünf Söhne wird in den 1950er und 1960er Jahren die industrielle Fertigung von Uhren aus Einzelteilen aufgenommen. 1965 beschäftigte das Unternehmen mehr als 100 Mitarbeiter. 
Heute ist die Gesellschaft einer der letzten deutschen Uhrenhersteller in Familienbesitz mit mehr als 10 Mitarbeitern und wird von Alexander Bethge geleitet. Neben Bethge & Söhne besitzt die Uhrenfabrik die Marken Erbe und Brandtaucher.
Außerdem ist die Firma Richard Bethge GmbH weltweit führend in der Restaurierung von Zifferblättern. Es werden auch Einzelanfertigungen sowie Zifferblattkleinserien hergestellt. 